# ورفنونگ
ورفنونگ (به آلمانی: Werfenweng) یک منطقهٔ مسکونی در اتریش است که در ناحیه سنت یوهان ایم پونگاو واقع شده‌است. ورفنونگ ۴۵٫۰ کیلومتر مربع مساحت دارد ۹۰۲ متر بالاتر از سطح دریا واقع شده‌است.